# Acrotona curata
Acrotona curata är en skalbaggsart som först beskrevs av Thomas Casey 1910.  Acrotona curata ingår i släktet Acrotona och familjen kortvingar. Inga underarter finns listade i Catalogue of Life.